# Paths of Glory (wargame)
Paths of Glory (titolo completo: Paths of Glory - The First World War, 1914-1918) è un gioco da tavolo per due giocatori progettato da Ted Raicer e pubblicato nel 1999 dalla GMT Games. Il titolo è una citazione dell'omonimo film (Orizzonti di gloria in italiano) di Stanley Kubrick.
Il gioco, abbreviato spesso in PoG, è un wargame che consente di simulare a livello strategico la prima guerra mondiale nei teatri di guerra europei e del Medio Oriente; i due giocatori assumono i ruoli delle Potenze Centrali (Germania, Impero Austro-Ungarico, Turchia ed eventualmente Bulgaria) e degli Alleati, ossia la Triplice intesa (Francia, Regno Unito e Russia), Serbia e Belgio, ed eventualmente Italia, Romania, Grecia e USA.

## Componenti

### La mappa

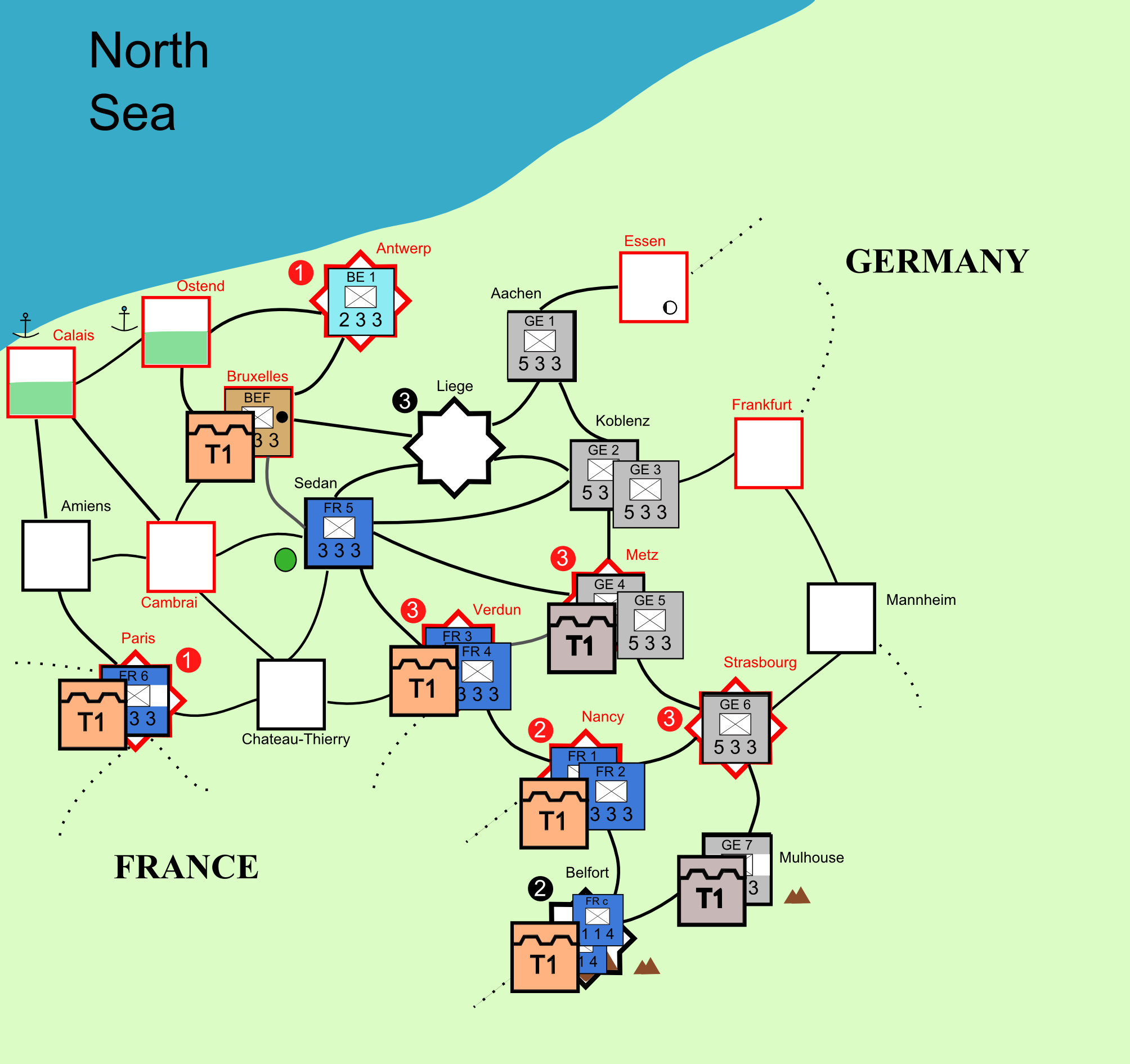
Agosto 1914: schieramento iniziale delle unità alleate e tedesche sul fronte occidentale

La mappa di gioco rappresenta un'ampia parte dell'Europa e del Medio Oriente. Sulla mappa sono presenti numerosi spazi, ognuno dei quali è in corrispondenza a una particolare area geografica. Gli spazi inoltre si differenziano fra loro per il tipo di territorio (pianura, montagna, palude, foresta e deserto), in modo da consentire un certo vantaggio alle unità militari che si difendono in un territorio accidentato. 
All'inizio di ogni scenario ciascuno spazio sulla mappa può essere:
- controllato dagli Alleati
- controllato dalle Potenze Centrali
- neutrale, nel caso in cui lo spazio appartenga ad uno Stato non ancora in guerra. Tuttavia nel momento in cui uno Stato entra in guerra a favore di uno dei due schieramenti, tutti i suoi spazi passano sotto il controllo del giocatore che controlla quello schieramento.

Uno "spazio sotto controllo" permette di far passare i rifornimenti alle unità militari; pertanto è fondamentale mantenere il controllo di tutti gli spazi che collegano le proprie "fonti di rifornimento" (source of supply) alle unità militari dislocate sui vari fronti. Il controllo di uno spazio passa all'avversario quando quest'ultimo riesce ad occuparlo con le proprie unità militari (dopo un movimento o un'avanzata) oppure a seguito dell'Attrito.

#### Fortificazioni

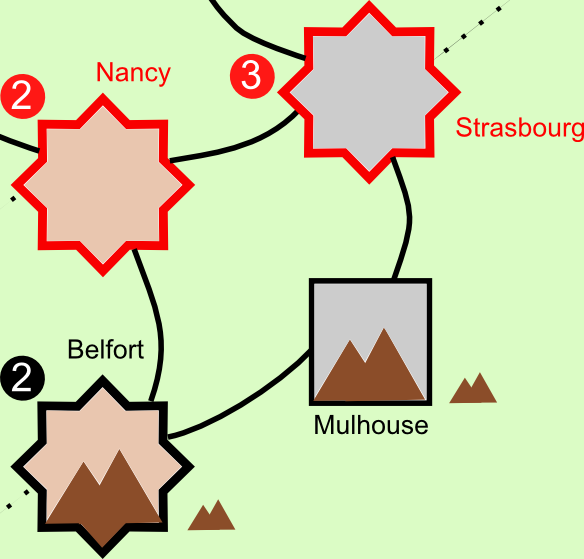
Quattro spazi sul confine franco-tedesco. Sono presenti 3 fortezze: Nancy (alleata di livello 2, VP), Belfort (alleata di livello 2, montagna), Strasburgo (tedesca di livello 3, VP). Mulhouse è invece un normale spazio non fortificato di montagna.

Alcuni spazi comprendono delle aree in cui all'epoca del conflitto erano presenti notevoli fortificazioni militari (le cosiddette "fortezze"), ad esempio Verdun, Liegi, Lemberg, Trento e numerose altre; questi spazi si distinguono graficamente per la forma differente, ossia una stella ad 8 punte invece del quadrato che è il simbolo degli spazi normali, e per la presenza di un numero (da 1 a 3) che indica la resistenza della fortezza agli attacchi ed all'assedio.
Le unità militari che si difendono in uno spazio con una fortezza hanno un vantaggio nel combattimento, le fortezze intatte inoltre sono immuni all'attrito e costituiscono un impedimento all'avanzata delle unità militari in territorio nemico.

#### Obiettivi sulla mappa
Alcuni spazi sono evidenziati in rosso per sottolineare la loro importanza storica o strategica al tempo del conflitto (fra questi ci sono Varsavia, Budapest, Bruxelles, Parigi, Belgrado, Gerusalemme e diversi altri); se un giocatore riesce a strappare all'avversario uno di questi spazi ottiene un Punto Vittoria.
I giocatori ottengono Punti Vittoria anche a seguito di numerosi eventi di gioco.

#### Collegamenti
Ogni spazio può essere collegato ad uno o più spazi adiacenti (di solito vi sono 3 o 4 linee di collegamento uscenti da ogni spazio), in questo modo la mappa di gioco assume l'aspetto di un grafo planare, una sorta di "ragnatela", in cui gli spazi sono i nodi ed i collegamenti sono le linee. Una mappa con queste caratteristiche viene detta in gergo point-to-point map e consente di semplificare notevolmente le operazioni militari simulate rispetto ad una mappa tradizionale da wargame con reticolo esagonale sovrapposto.

### Le unità militari
Le pedine utilizzate sull mappa di gioco rappresentano le diverse unità militari impegnate nel conflitto e sono di due tipi: le Armate ed i Corpi.
Ogni pedina ha due facce: la prima indica l'unità militare a piena forza, la seconda indica che l'unità è a forza ridotta. Su ciascuna delle due facce sono presenti 3 numeri:
- Fattore di Combattimento
- Fattore di Perdita
- Capacità di Movimento

Il primo si usa in combattimento, il secondo indica la resistenza delle unità al fuoco nemico, il terzo indica il numero massimo di spazi adiacenti che l'unità può percorrere.
Ad ogni round il giocatore può decidere di eseguire delle operazioni e fra queste possono esserci uno o più combattimenti, ma in ogni combattimento può essere attaccato solo uno spazio nemico.
I combattimenti avvengono sempre fra unità militari su spazi adiacenti ed ogni spazio può essere attaccato da uno o più spazi adiacenti.
L'esito del combattimento si decide con il lancio di due dadi che determinano le perdite da assegnare alle unità militari coinvolte (attaccanti e difensori). Se il difensore è costretto alla ritirata, l'attaccante può avanzare con le proprie unità ancora a piena forza.
È possibile anche attaccare da uno spazio adiacente alle fortezze nemiche ancora intatte; in alternativa le fortezze possono essere assediate - quando non sono occupati dal nemico - muovendo le proprie unità militari nello spazio del forte. Alla fine di ogni turno le fortezze sotto assedio potrebbero arrendersi al nemico che le occupa.

## Scenari
I giocatori hanno a disposizione diversi scenari per le partite, fra tutti il più giocato è lo scenario Campagna, che inizia nell'agosto 1914 e prosegue fino all'inverno del 1919, per un totale di 20 turni a meno che uno dei due giocatori non abbia ottenuto una vittoria decisiva in precedenza.

## Sequenza di gioco
Paths of Glory fa parte della  famiglia dei "card driven wargames", quindi l'aspetto fondamentale del gioco è l'uso di carte come motore di ogni azione: movimenti, combattimenti ed eventi.
Ogni scenario di Paths of Glory prevede un certo numero di turni. Ogni turno, a sua volta è diviso in 7 Fasi:
1. Offensiva obbligatoria. Entrambi i giocatori lanciano un dado per verificare quali nazioni debbano eseguire un'offensiva obbligatoria.
2. Fase Azioni, divisa in 6 identici Round Azioni. La fase azioni è il momento centrale e più importante della sequenza di gioco. I due giocatori si alternano eseguendo un'azione, l'iniziativa è delle Potenze Centrali. Quando esegue un'azione il giocatore deve scegliere una sola fra queste diverse opzioni:
  - giocare una delle carte della sua mano:
    - per muovere alcune delle proprie unità sulla mappa e/o attaccare le unità nemiche (carta operazioni o OPS)
    - per muovere le proprie unità sulla mappa su lunghe distanze (o dalla riserva strategica alla mappa oppure dalla mappa alla riserva) con movimento strategico (carta SR)
    - per accumulare punti rimpiazzo che serviranno a riparare le unità danneggiate e/o per ricostruire le unità eliminate (carta RP)
    - come Evento, seguendo tutte le indicazioni riportate sulla carta (carta evento)

  - rinunciare a giocare una carta e ricevere 1 OPS per eseguire una singola operazione
3. Attrito. Eliminazione delle unità senza linea di rifornimento. Gli spazi non riforniti passano sotto controllo nemico.
4. Assedio. Si lancia un dado per ogni Fortezza assediata per verificare se questa si arrende. Una Fortezza arresa o distrutta non ha alcun effetto sul gioco.
5. War Status
6. Rimpiazzi. I giocatori recuperano le unità eliminate o riportano a piena forza le unità ridotte a causa dei combattimenti.
7. Carte per il nuovo Turno. I giocatori ricevono una nuova mano di carte per il turno successivo.

## Riconoscimenti
Paths of Glory ha vinto l'edizione 1999 del Charles S. Roberts Award per il migliore wargame sul periodo precedente alla seconda guerra mondiale (Best Pre-World War II Boardgame), l'edizione del 2000 del premio della International Gamers Award, ed il premio Games 100 edizione 2001 come migliore simulazione storica del 2001 (Best Historical Simulation Game). Inoltre grazie a questo gioco Ted Raicer ha ottenuto il Dunnigan Award for Design and Playability nel 1999.